# Copicucullia luteodisca
Copicucullia luteodisca är en fjärilsart som beskrevs av Smith 1909. Copicucullia luteodisca ingår i släktet Copicucullia och familjen nattflyn. Inga underarter finns listade i Catalogue of Life.